# Таракки (газета)
Таракки́ или Таракки́й (узб. Taraqqiy / Тараққий / ترقی) — джадидистская общественно-политическая газета, выходившая в течение 1906 года в Ташкенте. Считается одним из первых газет на узбекском языке. Название газеты с арабского языка переводится как Разви́тие.
Первый выпуск газеты вышел 27 июня 1906 года. Газета была основана несколькими ташкентскими джадидистами, при поддержке некоторых представителей из ташкентской диаспоры интеллигенции среди татар и украинцев. В газете в основном освещались общественно-политические процессы в Туркестанском крае. Особое место в газете занимали множество критических и аналитических статей, рассказывающих о положении дел в крае, о жесткой колониальной политике Российской империи в отношении среднеазиатского населения. В газете также выходили критические фельетоны, лирические стихи, новости. Газета быстро набрала популярность среди ташкентцев и стала иметь своё влияние в среде интеллигенции и обычных читателей, которые узнавали новости и статьи из газеты от грамотных читателей в чайханах и базарах города. Через некоторое время газета начала иметь такое влияние, что власти Российской империи в Ташкенте стали серьезно беспокоиться. Газета выражала в себе чаяния и настроения обычного народа и узбекской интеллигенции. В газете стали печатать свои статьи и рассказы ряд видных джадидистов, писателей и поэтов, таких как Махмудходжа Бехбуди, Мунавваркары Абдурашидханов и другие. После выпуска 19-го выпуска газеты, власти Российской империи закрыли газету, конфисковали имущество газеты и арестовали ряд сотрудников газеты, в том числе главного редактора. 
В честь дня выхода первого выпуска данной газеты, с 1993 года в независимом Узбекистане 27 июня всенародно отмечается как «День работников средств массовой информации».